# عبد المجيد بوزبيد
بوزبيد عبد المجيد هو المدير العام للأمن الوطني الجزائري للفترة الممتدة بين جوان 1987 وجويلية 1990 وذلك خلفاً للسيد الهادي خضيري.
عمل خلال ترأسه للأمن الوطني على:
1. إعادة تنظيم الإدارة المركزية لتصبح أكثر مرونة و فعالية.
2. تخصص مصالح الشرطة.
3. إصلاح منظومة التكوين.
4. تعزيز الوسائل التقنية و العلمية.
5. ترشيد الإنفاق